# Rianimazione cardiopolmonare
La rianimazione cardio-polmonare (o RCP), nota anche come "massaggio cardiaco", è una procedura di emergenza che si attua in una persona che si trova in arresto cardiaco o arresto respiratorio; essa combina compressioni toraciche con una ventilazione artificiale nel tentativo di preservare manualmente il circolo sanguigno, per mantenere la funzione cerebrale intatta, fino a quando non vengano prese ulteriori misure per ripristinare la circolazione spontanea e la respirazione.
Questa manovra fa parte della catena del Basic Life Support. In generale, la RCP si continua fino a quando la persona ha un ritorno alla circolazione spontanea (ROSC, Return of spontaneous circulation) o, al contrario, fino a quando un medico decide di dichiarare il decesso.

## Storia
Nel XIX secolo il dottor H. R. Silvester descrisse un metodo di ventilazione artificiale (The Silvester Method) in cui il paziente era disteso sulla schiena e le braccia venivano sollevate sopra la testa per favorire l'inspirazione e quindi premute contro il petto per favorire l'espirazione. La procedura viene ripetuta sedici volte al minuto. Questo tipo di ventilazione artificiale è talvolta presente nei film realizzati all'inizio del Novecento.
Una seconda tecnica, detta di Holger Nielsen, descritta nella prima edizione del Boy Scout Handbook del 1911, era una forma di ventilazione artificiale in cui la persona era sdraiata a faccia in giù, con la testa di lato, appoggiata sui palmi delle mani. La pressione verso l'alto applicata ai gomiti del paziente sollevava la parte superiore del corpo mentre la pressione sulla schiena costringeva l'aria nei polmoni, in sostanza era il metodo Silvester con il paziente capovolto. Questa forma è ben visibile negli anni 1950 (è usata in un episodio di Lassie), ed era spesso usata, a volte per effetto comico, nei cartoni teatrali dell'epoca (ad esempio Tom & Jerry al mare). Questo metodo continuò a essere mostrato, per scopi storici, nel Manuale del Boy Scout fino alla sua nona edizione nel 1979. La tecnica fu successivamente bandita dai manuali di pronto soccorso del Regno Unito.
Tecniche simili sono state descritte nei libri di ju-jutsu e di judo di inizio Novecento, e sono state utilizzate fin dai primi anni del XVII secolo. Le tecniche erano chiamate Kappo o Kutasu.
Tuttavia, solo nella metà del Novecento la più ampia comunità scientifica ha iniziato a riconoscere e promuovere la ventilazione artificiale (sotto forma di respirazione bocca a bocca) combinata con compressioni toraciche, come parte fondamentale della rianimazione a seguito di arresto cardiaco. La combinazione fu vista per la prima volta in un video di addestramento del 1962 chiamato "The Pulse of Life" creato da James Jude, Guy Knickerbocker e Peter Safar. Jude e Knickerbocker, insieme a William Kouwenhoven e Joseph S. Redding, avevano recentemente scoperto il metodo delle compressioni toraciche esterne, mentre Safar aveva lavorato con Redding e James Elam per dimostrare l'efficacia della rianimazione bocca a bocca. Il primo sforzo per testare la tecnica è stato eseguito su un cane; poco dopo, la tecnica è stata utilizzata per salvare la vita di un bambino. I loro risultati combinati furono presentati all'incontro annuale della Maryland Medical Society il 16 settembre 1960 a Ocean City e ottennero un'accettazione diffusa nel decennio successivo. Peter Safar scrisse il libro ABC of Resuscitation nel 1957. Negli Stati Uniti, fu promosso per la prima volta come tecnica da imparare per la popolazione negli anni 1970.
La respirazione bocca a bocca è stata abbinata alle compressioni toraciche in base al presupposto che essa sia necessaria per mantenere l'ossigenazione del sangue, ed è stata accettata senza confrontare la sua efficacia con le sole compressioni toraciche. Tuttavia, ricerche dell'ultimo decennio hanno dimostrato che l'ipotesi è errata, risultando nel riconoscimento da parte dell'AHA dell'efficacia delle sole compressioni toraciche. La RCP ha continuato a progredire, con maggiore enfasi sulla stimolazione del cuore più costante e rapida, e una de-enfasi sull'aspetto della respirazione. Gli studi hanno dimostrato che le persone che hanno ricevuto solo compressioni toraciche rapide e costanti hanno il 22% di probabilità in più di sopravvivere rispetto a coloro che hanno ricevuto una RCP convenzionale che includeva la respirazione. Inoltre, poiché le persone tendono a essere riluttanti a fare la respirazione bocca-a-bocca, aumentano le possibilità di sopravvivenza in generale aumentando in primo luogo le probabilità di ricevere la RCP.
Il 4 giugno 2011 un paziente, Jeremiah Kliesing, fu sottoposto a cinque ore e mezzo di massaggio cardiaco da parte di 20 medici e infermieri prima di essere stabilizzato e trasferito al St. Luke's Episcopal Hospital di Houston, dove gli fu impiantanto un cuore artificiale di tipo SynCardia.

## Procedura
La RCP si effettua con compressioni toraciche profonde tra 5 e 6 cm, negli adulti e nei bambini dall'età puberale, e tra 4 e 5 cm (1/3 dello spessore del torace) in età prepuberale; in ogni caso la frequenza va mantenuta tra 100 e 120 bpm. Il rapporto tra compressioni toraciche e insufflazioni respiratorie è 30:2 negli adulti e 15:2 nei bimbi.
Il soccorritore può anche fornire ventilazione artificiale insufflando aria nella bocca, tramite la respirazione bocca a bocca o con appositi dispositivi di gestione delle vie aeree. Le attuali raccomandazioni pongono l'accento sulle compressioni toraciche precoci e di alta qualità piuttosto che sulla ventilazione artificiale; un metodo semplificato, effettuando solo le compressioni toraciche, è indicato solo per soccorritori non addestrati o se sussistono controindicazioni oggettive, igieniche o psicologiche. Tuttavia, nei bimbi, fare solo le compressioni può portare a risultati peggiori perché presentano più frequentemente cause di origine respiratoria, piuttosto che cardiaca.
Il DAE si utilizza se la vittima ha più di 1 anno.
La procedura per le compressioni toraciche esterne, da effettuarsi su un paziente collocato su una superficie rigida, in quanto una superficie morbida o cedevole può ridurne drasticamente l'efficacia, consiste in queste fasi:
1. Il soccorritore si inginocchia a fianco del torace con un ginocchio all'altezza della spalla dell'infortunato.
2. Il soccorritore rimuove (aprendo o tagliando se necessario) gli abiti dell'infortunato perché le CTE richiedono il contatto diretto con il torace, per essere sicuri della corretta posizione delle mani, e inoltre ciò permetterà poi una rapida applicazione delle piastre del defibrillatore, da farsi appena è disponibile.
3. Il soccorritore colloca le mani, una sopra all'altra, direttamente sopra lo sterno al centro del torace, ponendo attenzione a non comprimere il processo xifoideo. In particolare, il punto di contatto dovrebbe essere l'eminenza palmare, ovvero la parte più inferiore e vicina al polso del palmo, che è più dura e in asse con l'arto. Per facilitare questo punto di contatto è utile intrecciare le dita e sollevarle leggermente.
4. Il soccorritore, rimanendo saldo sulle ginocchia, sposta il peso in avanti fino a che le sue spalle non sovrastano le mani in maniera perpendicolare.
5. Tenendo le braccia ben tese il soccorritore oscilla su e giù con determinazione facendo perno sul bacino. Per essere efficace, la pressione deve provocare il prescritto affossamento della gabbia toracica. È fondamentale che, dopo ogni compressione, il soccorritore permetta al torace di ri-espandersi completamente, evitando però di staccare le mani dal torace causando un effetto rimbalzo. Se, per un qualsiasi motivo, perde la posizione, deve riposizionare le mani prima di proseguire con le compressioni.

Poiché il massaggio cardiaco è un'attività particolarmente stancante per il soccorritore (l'affaticamento sopraggiunge già dopo pochi minuti dall'inizio delle manovre) è consigliabile, se possibile, alternarsi nell'esecuzione delle compressioni, a patto che questo non causi significative perdite di tempo (indicativamente superiori a 10 secondi).
Nelle donne gestanti, quando il fondo uterino si trova a livello dell'ombelico, è consigliabile solo se facilmente attuabile la dislocazione dell'utero verso sinistra, al fine di ridurre la pressione sui vasi addominali favorendo così la circolazione.
È molto improbabile che la sola RCP ripristini l'attività elettrica del cuore: il suo scopo principale è ripristinare un flusso di sangue ossigenato verso cervello e verso il cuore affinché questo tessuti continuino ad avere attività metabolica, sino all'applicazione del defibrillatore; l'obiettivo è ritardare la morte dei neuroni ed estendere la breve finestra di rianimazione senza danni neurologici permanenti.
La somministrazione di una scarica elettrica al cuore del soggetto, definita defibrillazione, è solitamente necessaria per ripristinare un ritmo cardiaco efficace o sano. La defibrillazione è efficace solo per determinati ritmi cardiaci, cioè fibrillazione ventricolare o tachicardia ventricolare senza polso, ma non per asistolia o attività elettrica senza polso. La RCP in sé può riuscire a indurre un ritmo cardiaco defibrillabile.

### La respirazione bocca a bocca

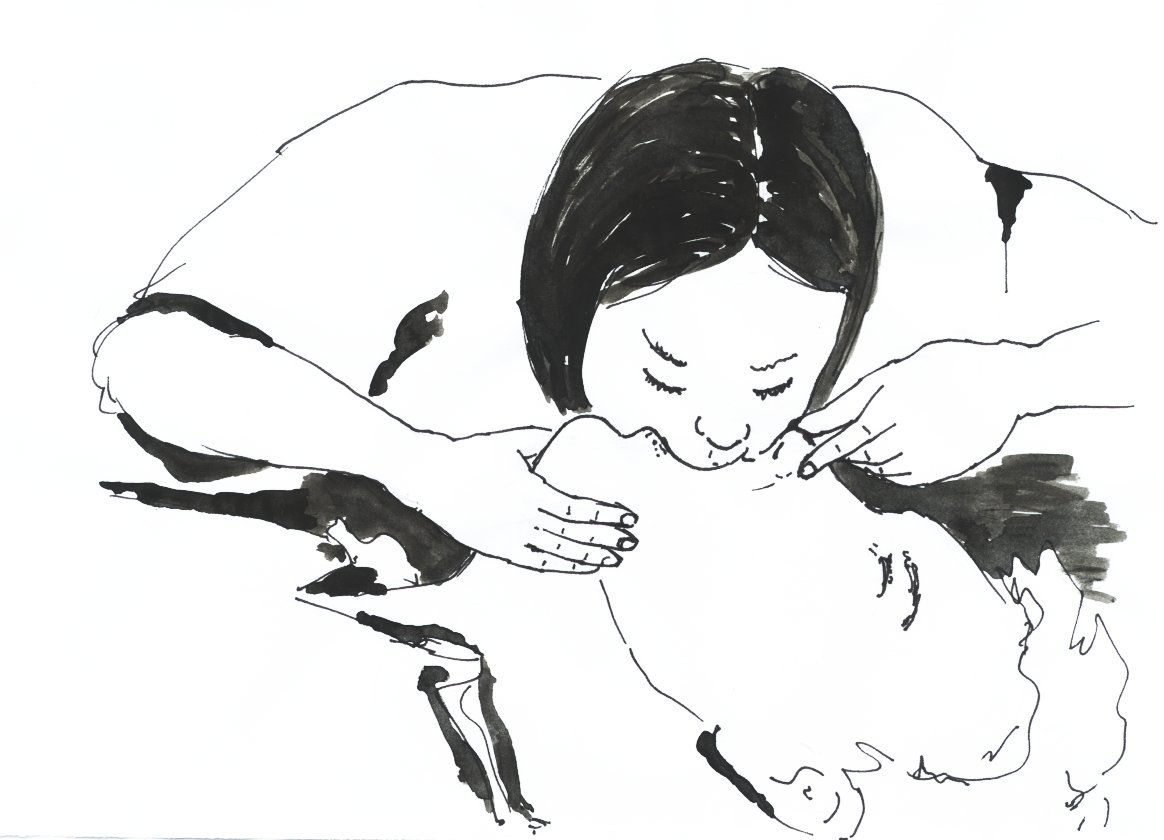
Respirazione bocca a bocca

Ogni 30 compressioni è consigliato praticare 2 insufflazioni di ventilazione artificiale.
La respirazione bocca a bocca comporta il travaso di aria nel sistema respiratorio, con l'ausilio di una mascherina o di un boccaglio. In caso di mancanza, un fazzoletto di cotone può essere impiegato per proteggere il soccorritore dal contatto diretto con la bocca dell'infortunato. È fondamentale che durante le insufflazioni il capo rimanga correttamente esteso, giacché una scorretta posizione delle vie aeree espone la vittima al rischio che l'aria non entri o vada nello stomaco, provocando così facilmente rigurgito.
Le linee guida mettono in guardia il soccorritore dai rischi dell'aumento eccessivo della pressione addominale e toracica, rischiando di insufflare aria nello stomaco e ostacolare il ritorno venoso al cuore; per questo le insufflazioni non devono essere energiche, ma fluide emettendo, in un tempo intorno al secondo, una quantità d'aria appena sufficiente a far innalzare visibilmente il torace.
In ultimo va ricordato che l'aria inspirata dal soccorritore prima di insufflare deve essere il più possibile "pura", cioè contenere la più alta percentuale possibile di ossigeno. Perciò tra un'insufflazione e l'altra il soccorritore dovrà rialzare rapidamente busto e poi riabbassarlo; in tal modo i suoi polmoni si riempiranno automaticamente e potrà controllare con lo sguardo l'abbassamento del torace, segno evidente che l'aria è entrata nei polmoni.

## Termine della procedura
Il soccorritore smetterà il massaggio cardiaco se:
- si modificano le condizioni del luogo, che si rende non sicuro: in caso di grave pericolo il soccorritore ha il dovere di mettersi in salvo.
- il soggetto riprende le funzioni vitali.
- è sfinito e non ha più forze; è possibile farsi sostituire in maniera tale da non interrompere il ciclo compressioni-insufflazioni.
- arriva un'ambulanza con medico a bordo, un'auto medicalizzata o un'unità di soccorso qualificata con un'attrezzatura più efficace.

Se i segni di “MO-TO-RE” (movimenti, tosse, respiro) ritornano presenti, si può disporre la vittima in posizione laterale di sicurezza fino alla ripresa completa della coscienza.

## In veterinaria
Oltre che sulle persone, è possibile eseguire la RCP anche su animali, inclusi cani e gatti. I principi e le pratiche sono simili alla RCP per l'uomo, tranne per il fatto che la rianimazione viene di solito effettuata attraverso il naso dell'animale, non attraverso la bocca. La RCP deve essere eseguita su animali incoscienti per evitare il rischio di essere morsi; un animale cosciente non richiederebbe comunque una rianimazione.